# Djibo Habi
Djibo Habi (* 1935 in Niamey; † 10. August 2008 in Paris) war ein nigrischer Lehrer, Politiker und Diplomat.

## Leben
Djibo Habi besuchte eine Grundschule in seiner Geburtsstadt Niamey. Er setzte seine schulische Ausbildung zunächst 1948 am Lycée Van Vollenhoven in Dakar fort und wechselte dann an ein Gymnasium in Toulon, das er 1953 mit dem Baccalauréat abschloss. Anschließend studierte er bis 1958 an der geisteswissenschaftlichen Fakultät der Universität Montpellier.
Habi wurde im seit 1960 von Frankreich unabhängigen Niger Schuldirektor des Lycée national in Niamey, an dem er zuvor bereits als Lehrer tätig gewesen war. Er sprach sich für eine „Afrikanisierung“ und Modernisierung des Bildungssystems aus, das nicht nur Funktionäre heranbilden, sondern auch für die Wirtschaft wichtige Zweige wie Landwirtschaft, Medizin und Technik berücksichtigen sollte. Neben seiner Tätigkeit am Lycée national fungierte Habi als Vizedirektor des 1965 eröffneten Centre Culturel Franco-Nigérien. Er wechselte 1972 auf den neu geschaffenen Posten eines Direktors für Sekundar- und technische Bildung im Unterrichtsministerium. Er war mit einer Reform des Französisch-Unterrichts in den Sekundarschulen betraut.
Djibo Habi wurde am 1. Juli 1974 als Nachfolger von Ousmane Mahamane Bürgermeister von Niamey. In diesem Amt löste ihn am 13. April 1975 Marou Garba ab. Danach wirkte Habi als Exekutivsekretär der nationalen UNESCO-Kommission Nigers. Von 1982 bis 1983 war er Botschafter Nigers in Algerien. Er starb 2008 in Paris.

## Schriften
- Les valeurs culturelles Négro-Africaines. In: Mélanges. Réflexions d’h́ommes de culture. Présence Africaine, Paris 1969, S. 83–93.
- Chez nous, en Afrique. Textes pour l’étude du français dans les lycées et collèges africains. Ogé, Arfons 1971.